# Sibyla

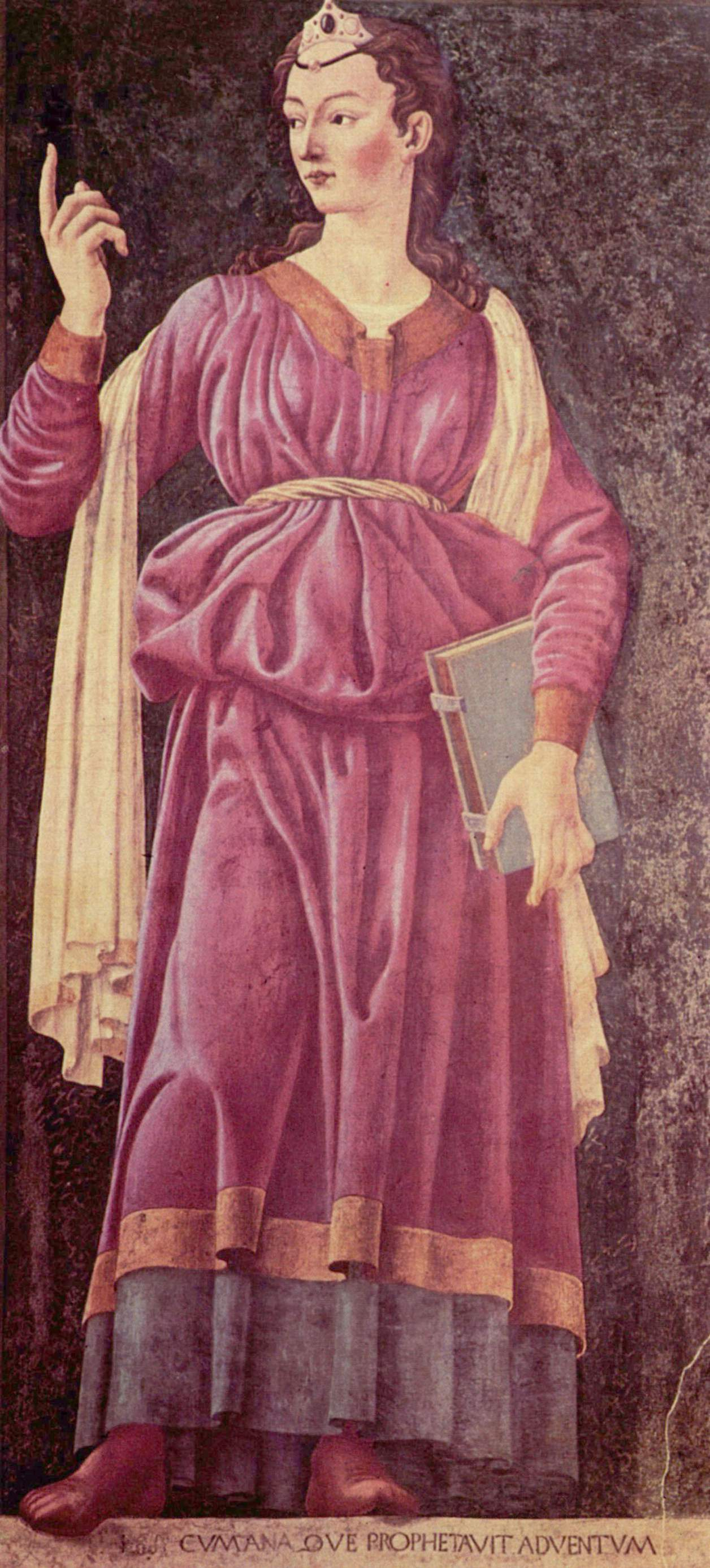
Kumská Sibyla, Andrea del Castagno, 1450

Sibyla (latinsky Sibulla, -ae, fem.; řecky Σίβυλλα) byla podle starověkých Římanů věštkyně, případně jméno určitých významných věštkyň. Slovo nejdříve znamenalo věštkyni nebo starou ženu, pochází z latinského slova sibulla, což znamená prorok. Věštkyně tohoto jména jsou mnohem slavnější než muži – věštci nazývaní Bakové.
V raných dobách starověku se filosofové zmiňují jen o jedné věštkyni (Platón, Hérakleitos), později o více. Aristotelés a Varro uvádějí až 10 věštkyň (resp. 30, ale ty se dají zredukovat na 10 základních). V době starého Říma znali dvanáct Sibyl.
Zpravidla se uvádí, že věštila ve skalní jeskyni (jeskyni kumské Sibyly se podařilo archeologům najít). První věštkyně působila v delfské věštírně. „Sibylina skála“ ve svatyni Země zachovávala památku na „Herofilu“, která tu skutečně věštila již dlouho před prvními Pýthiemi, nebo dokonce před Apollónovým příchodem do Delf.
Původní Sibyla žila zřejmě v Orientu, často se dává do souvislosti se sumerskou bohyní Kubabou (viz také: Kaaba, Kybelé). Podle Eustatia byla původní Sibyla dcerou krále Dardana a nymfy Nésy, podle Plutarcha působila první Sibyla v Delfách, jmenovala se Libyssa a byla dcerou Dia a najády Lamie.

## Deset Sibyl podle Varrona

### Perská Sibyla
Někdy také Babylonská Sibyla; prý o ní píše Nikanor, který popisoval činy Alexandra Velikého. Později ji vytěsnila hebrejská Sibyla (chaldejská), dcera kněze Béróssose. O perské Sibyle jménem Sambethe podává zprávu Noe se svou rodinou.

### Libyjská Sibyla
Byla objevena prorockým knězem, který řídil věštírnu zasvěcenou antickému Diovi – Amonovi v oáze Šiva na Západní poušti v Egyptě. Na toto orákulum se obrátil pro radu i sám Alexandr Veliký po dobytí Egypta. Její matka najáda se jmenovala Lamia, což znamená zaslíbená nebo zasvěcená (pochází ze slova „devourer“). Eurípidés se o nich zmiňuje v tragédii Lamia.

### Delfská Sibyla
Neboli Pýthia nebo Herofila. Zmiňuje se o ní Chrýsippos ze Soloi; dříve se všechny hlavní věštkyně delfské věštírny označovaly jako „Sibyla“ nebo „Pýthia“

### Cimmerijská Sibyla
Zmiňuje se o ní Naevius a Piso; možná je podobná kumánské Sibyle

### Erythrejská Sibyla
Pochází pravděpodobně z maloazijských Erythrejí. Je to nejznámější hellénská Sibyla. Předpověděla porážku Trójanů, píše o ní Apollodóros a Hérakleitos z Efezu; možná je identická s hebrejskou Sibylou (chaldejskou), dcera kněze Béróssose. Možná se později přestěhovala na Kým (Kúm) v Itálii. Je považována za autorku „Sibyliných věšteb“.

### Samoská Sibyla
Pochází z řeckého ostrova Samos. Píše o ní Eratosthenes pod jménem Phemonoe nebo Phyto.

### Kumská Sibyla
Pochází z Kýmu, dřívějšího Kumu v Itálii. Je zvaná Amalthea anebo Herofila; známá tím, že prodala římskému královi Tarquiniovi Superbovi tzv. Sibylské knihy obsahující věštby erythrejské Sibyly.

### Hellespontská Sibyla
Zvaná Trójská Sibyla nebo Sibyla z Marpessosu. Působila v Alexandrii ve městě Dardania (Anatolia), 40 km západně od Solúnu. Je to nejstarší starořecká Sibyla a podle legendy ji věšteckými schopnostmi obdařil sám Apollón. Hellespontská Sibyla se podle Heraklida z Pontu narodila ve vesnici Marpessus nedaleko malého města Gergitha, během života Solóna a Cyra Velkého. Marpessus ležel na okraji Troadu (Biga Yarımadası, severozápadní část Anatolie, Turecko).

### Frýgická Sibyla
Pochází z Ancyry (dnes Ankara)

### Tiburská Sibyla
Zvaná Albunea, pochází z dnešní Tivoli; ve středověku se stala nejznámější Sibylou, neboť její věštby souvisí také s křesťanstvím

## Lochotínská Sibyla
Ve 20. století došlo ke zrození nového proroka, takzvané Lochotínské Sibyly. Zmínky o této nové Sibyle se začaly objevovat v Plzeňském kraji v tehdejším Rakousku-Uhersku, již na počátku 20. století, a to hlavně na předměstí Plzně. Místní legendy hovořily o ženě, která dokáže předpovědět budoucnost. Zmínky o ní jsou rovněž v kronice města Plzně z roku 1910. Místní obyvatelé jí přezdívali Bebu. Zmínky o ní končí s vypuknutím první světové války a tak ani nemůžeme s jistotou určit, zdali šlo o skutečnou osobu či nikoli.

## Sibyla v umění
Michelangelo v Sixtinské kapli r. 1508–1512 namaloval na stropní fresce vedle sedmi proroků také pět Sibyl.
- Kumská Sibyla jako stará žena se svalnatou postavou, tmavou pletí a obličejem plným vrásek.
- Delfská Sibyla jako mladá žena, jejíž tvář je zobrazena zepředu a v ruce drží roli pergamenu
- Erythrejská Sibyla jako mladá žena, která je zobrazena ze strany, jak otáčí listy v knize na čtenářském pultě.
- Libyjská Sibyla jako mladá žena jak se zvedá ze svého trůnu.
- Perská Sibyla jako žena v pokročilém věku, jak se obrací dozadu za lepším světlem na čtení.

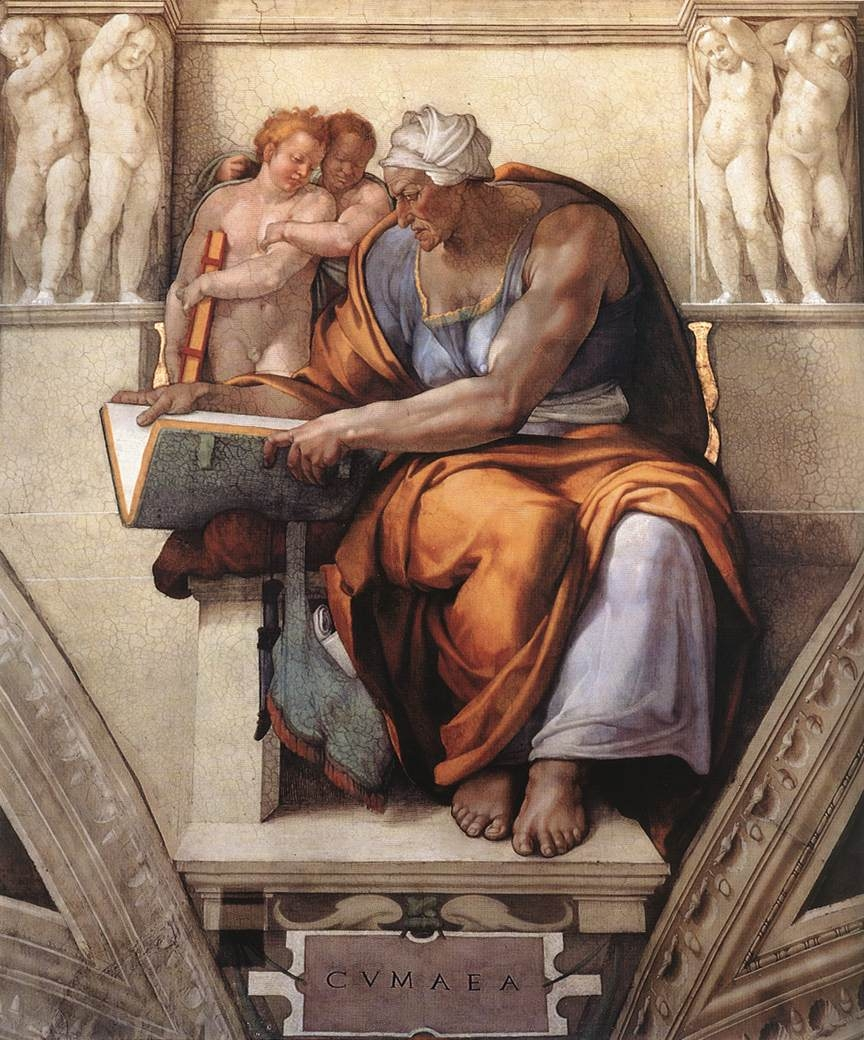
Kumská Sibyla
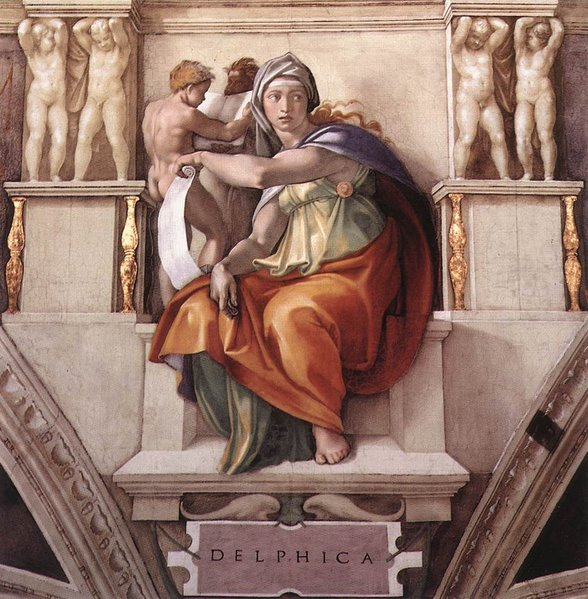
Delfská Sibyla
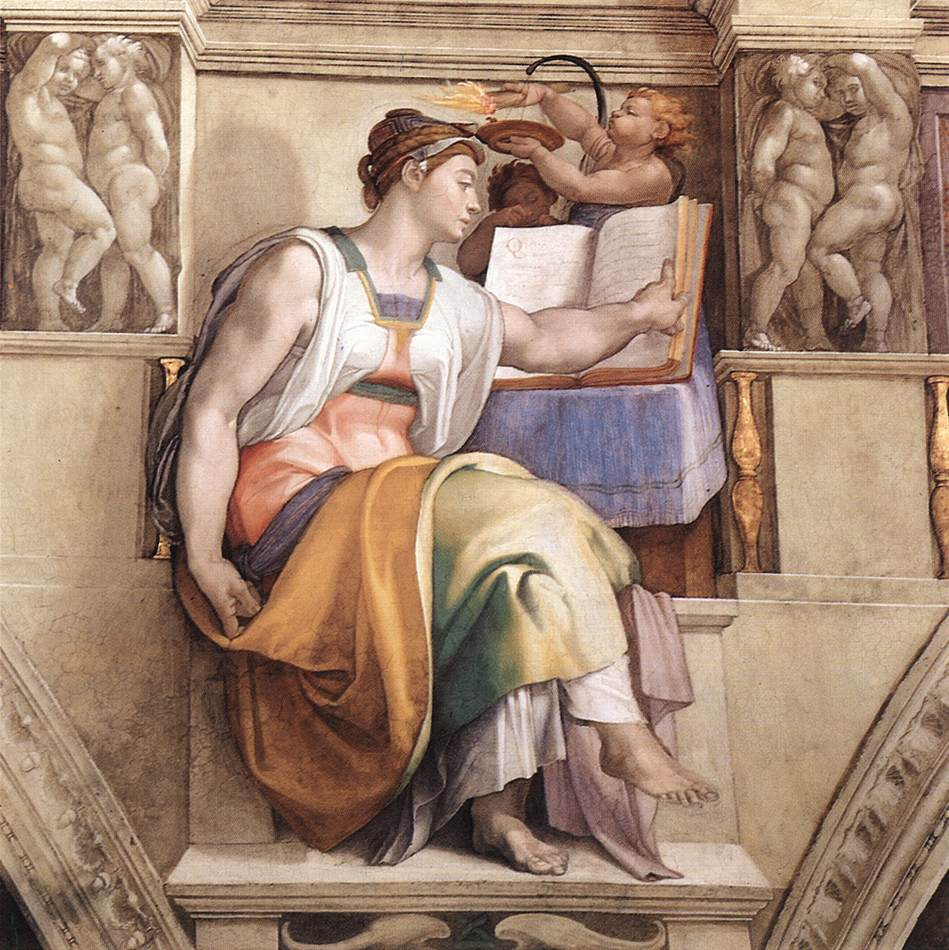
Erythrejská Sibyla
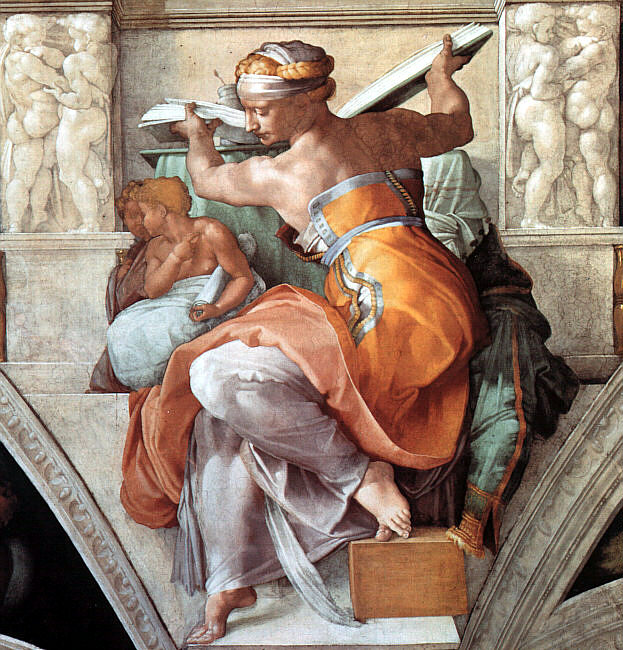
Libyjská Sibyla
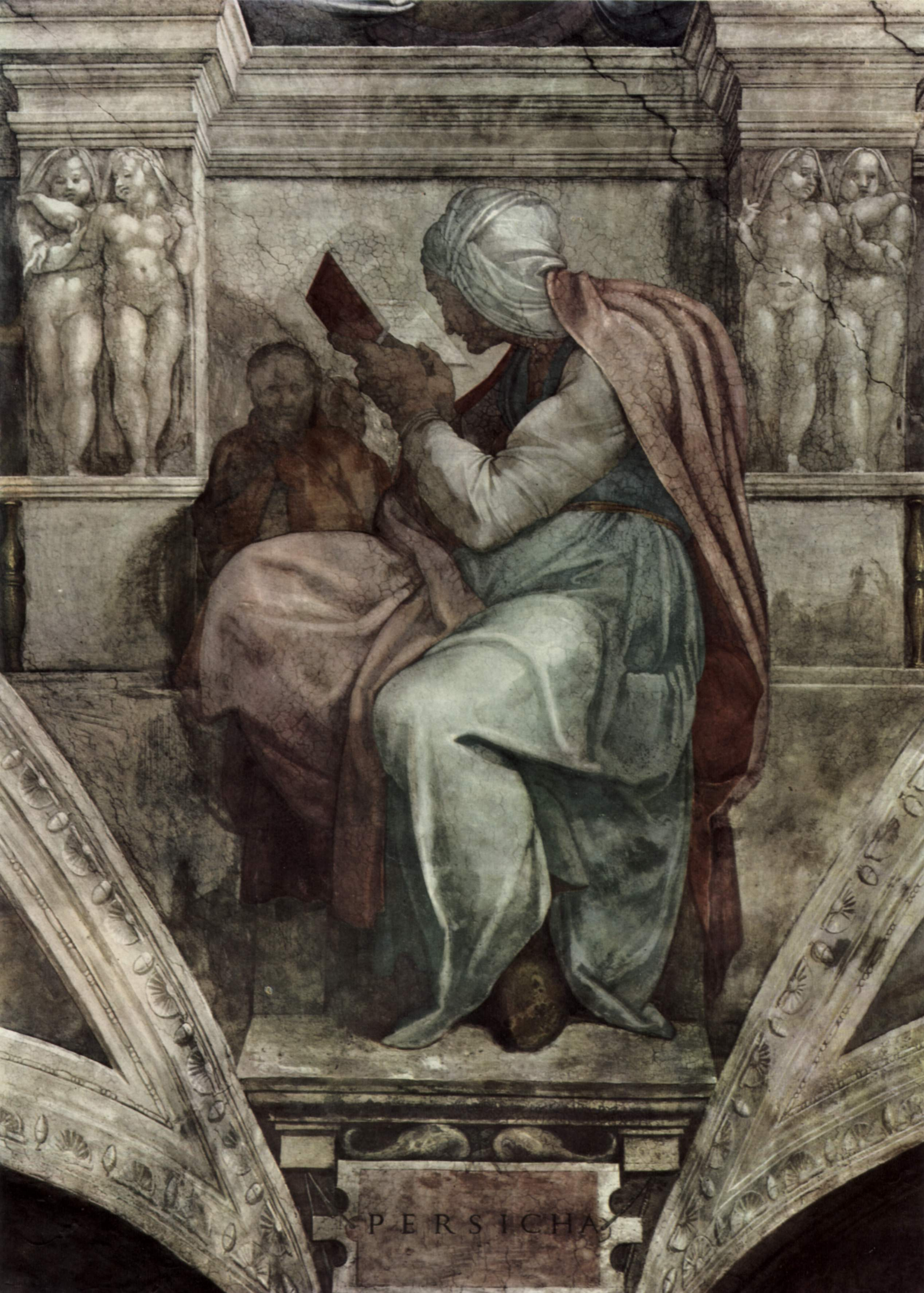
Perská Sibyla

Joseph Beuys, „Sybilla“, 1957; Bronz; 55 × 185 × 60 cm („Block Beuys“, Hessisches Landesmuseum Darmstadt)

Raffael Santi, freska se Sibylami v kostele Sv. Marie na della Pace v Římě.